# Paulianella olsufievi
Paulianella olsufievi is een insect uit de familie van de Mantispidae, die tot de orde netvleugeligen (Neuroptera) behoort. 
Paulianella olsufievi is voor het eerst wetenschappelijk beschreven door Navás in 1936.